# Raskulls
Raskulls es un videojuego de plataformas desarrollado por Halfbrick y publicado por Microsoft Game Studios para la Xbox 360 a través de Xbox Live Arcade. Fue lanzado el 29 de diciembre de 2010. En Raskulls los jugadores deben navegar a través de niveles basados en la plataforma llena de bloques de diferente forma y tamaño. Los personajes deben usar sus varitas de romper ladrillos para crear la ruta más rápida hasta el final del nivel.

## Descripción
No todo consistirá en correr y saltar de un lado a otro como pudiera parecer en un primer momento, ya que aparte de los obstáculos habituales, es decir, ríos de lava o elevados muros que cortan el paso, nos toparemos con una serie de bloques de diversos colores que tendremos que romper “con cabeza”, haciendo uso de nuestra varita mágica. En este sentido, hay que destacar antes de nada que aquí es imposible morir. O cumplimos los objetivos o no los cumplimos, pero no moriremos si tocamos una zona de lava o nos caen varios bloques de acero sobre la cabeza; como mucho, nos ralentizarán o eliminarán las bonificaciones de turno (que puede derivar en el fracaso de la prueba, claro), pero nada más. 

## Jugabilidad
En el caso de los bloques de colores y nuestra interacción con ellos, la cosa no se aleja mucho de lo visto en otros juegos de puzles. Esto significa que estos bloques se agruparán por colores automáticamente cada vez que quitemos “piezas” intermedias, pudiendo por tanto eliminar un buen número de bloques simultáneos si estos se habían agrupado.

## Contenido
Es importante reseñar que este tipo de desafíos no suelen ser excesivamente complejos ni tampoco muy difíciles de superar, pero sí suponen cuanto menos un gran divertimento. Aun así, también habrá desafíos para los más expertos, ya que conforme vayamos superando pruebas en el modo historia, tendremos acceso a niveles opcionales en los que habrá que ser muy precisos para no perder. Así, por ejemplo, habrá ocasiones en las que debamos dar varias vueltas en un circuito cerrado con el tiempo muy, pero que muy justo. O evitar que agotemos la barra de frenesí (que hace que vayamos mucho más rápido) durante todo un nivel, algo que implica tener una precisión milimétrica en los saltos para coger todos los botes de energía posibles durante la carrera. Las pruebas ofrecerán tantas variantes al final, que por ejemplo podremos llegar a vernos inmersos en tareas tan peculiares como hacer descender las casas de unos gnomos desde las alturas eliminando bloques de colores, teniendo en cuenta, eso sí, que caer de más de tres bloques supone romper la casita.

## Modos de juego
Raskulls ofrece un modo historia llamado Megabúsqueda que puede ser superado en un par de horas sin demasiadas dificultades, salvo las citadas pruebas opcionales que se irán desbloqueando progresivamente, y que superarlas puede resultar un hueso duro de roer. A esto debemos sumar también las modalidades de juego Torneo y Carrera Rápida, que nos permitirán afrontar las distintas pruebas del título de forma directa, ya sea junto a tres amigos más a través de Xbox Live o en una misma consola, o contra bots que generemos nosotros mismos. El resultado, un juego no demasiado longevo pero que, sin embargo, nos hará disfrutar muchísimo de sus desafíos durante las horas que nos tenga pegados a la consola.

## Xbox LIVE
Como es consecuente en este tipo de juegos, Raskulls cuenta con un servicio ONLINE patrocinado por Linkn2Line's en donde se puede jugar con hasta 4 jugadores en un Mega Premio (es necesario tener una cuenta Live Gold para poder jugar).

## DLC
Este juego no se quedó atrás con las expansiones puesto que el 27 de enero salió a la venta el primer Pack de trajes y un Mega Premio por el costo de 160 Microsoft Points el cual se puede adquirir directamente desde el Bazar de Xbox. En abril de 2011 sale un nuevo DLC, el cual incluye un nuevo gran premio y nuevos personajes.